# Robot 7723
Robot 7723 (en anglès Next Gen, lit. De Pròxima Generació) és una pel·lícula sinocanadenca animada de comèdia, acció i ciència-ficció. La pel·lícula animada Robot 7723, ambientada en una societat poblada per androides, explica com la solitària Mai desperta sense voler a un robot ultrasecret, i neix entre els dos un vincle inesperat. Junts s'enfrontaran a un personatge malvat i impediran el seu pla per apoderar-se de tota la tecnologia mundial. Pla d'un home obsessionat amb dominar la tecnologia mundial en un planeta que presta massa atenció als últims gadgets llançats. D'acció i aventures, la pel·lícula parla sobre el poder dels records. Encara que alguns experts diuen “Crec que un resum més precís seria: la nena ha tingut prou injustícia al món, s'uneix a Un robot, i procedeix a corregir tots els mals”. 

## Repartiment de veu
- John Krasinski com a Projecte 77
- Charlyne Yi com a Mai Su, filla de Molly
- Jason Sudeikis com a Justin Pin/ Ares
- Michael Peña com a Momo, el gos de Mai
- David Cross com el Dr. Tanner Rice/ Q-Bots
- Constance Wu com a Molly Su, mare de Mai
- Kiana Lede com a Greenwood
- Anna Akana com a Ani
- Kitana Turnbull com a RJ
- Jet Jurgensmeyer com a Junior
- Betsy Sodaro com a Gate

## Producció
Aquesta pel·lícula és el debut en el llargmetratge dels directors Kevin R. Adams i Joe Ksander, que van co-dirigir junts el curt Gear (2014). A més de ser responsables del departament d'art i animació de la pel·lícula Número 9 (2009), tots dos tenen experiència en el món de l'animació, ja que Adams ha treballat en films com Xafarranxo al ranxo (2004) i Hèrcules (1997), i Ksander ha estat supervisor d'animació en films com Transformers: l'era de l'extinció (2014) o X-Men: Primera generació (2011).
Netflix ha adquirit els drets de la pel·lícula, dirigit per Kevin R. Adams i Joe Ksander al mercat del Festival de Cannes, pel preu rècord de 30 milions de dòlars. La raó per la qual Netflix va recollir el 7723 no és només perquè té robots genials i un entorn futurista. Ve amb un missatge dur sobre la intimidació i l'enuig, a més d'una manera que és molt més fàcil d'identificar que l'habitual "ignorar i desapareixerà".

Parlant del projecte que està adquirint Netflix, Ksander va declarar:
| « | Comprar la pel·lícula pel preu que [Netflix] va posar va ser genial per a tots els involucrats, però el més important és que han sigut un soci que ha sigut de gran suport per al que estàvem tractant de fer. | » |

R. Adams va afegir que:
| « | Els estudis no estaven segurs de com encaixaria [Next Gen] com a pel·lícula infantil animada amb una acció similar a Marvel. Netflix va ser el més generós i està en un lloc on pot arriscar-se. | » |

Alguns experts comenten que Next Gen podria demostrar que Netflix ha trobat la tecla amb aquest gènere. Encara que també comenten que no és la millor pel·lícula d'animació de l'any ni de lluny, però es guanya un lloc ben amunt amb una història fàcil de digerir i amena que es pot gaudir amb la família.

## Estrena
La pel·lícula serà llançada per Alibaba Group i Wanda Group, els amos de la cadena de cinemes més gran del món, Wanda Cinemas.
La nova generació va ser inaugurada al 2018, disponible des del 7 de setembre. És una pel·lícula per majors de 7 anys con indica la plataforma Netflix i és una pel·lícula de Hollywood Els generes que conté la pel·lícula són: Comèdies familiars, Comèdies d'acció, Pel·lícules per a tota la família, Comèdies, Ciència-ficció y fantàstiques, Ciència-ficció y fantàstiques familiars.. La seva durada és de 1 hora i 45 minuts i, i encara que tot sembla apuntar que és una pel·lícula per a nens, també està dirigida pels millennials que la seva activitat preferida és veure animació els divendres a la nit.
Té la possibilitat de veure sense connexió per descarregar. I l'àudio que disposa Netflix per visualitzar la pel·lícula són: Castellà, àrab, anglès, romà amb subtítols es Francès, romà, castellà, àrab i anglès.

## Semblances
En veure Next Gen, ens trobarem amb quantitat de semblances a anteriors pel·lícules del subgènere d'intel·ligència artificial. La proliferació dels robots domèstics per a tots ens recorda fàcilment a Jo, Robot, encara que sense que la prenguin amb el detectiu Del Spooner. Per descomptat, com en gairebé totes les pel·lícules relacionades amb les intel·ligències artificials, trobem aquells moments d'aprenentatge tan bonics i una mica sobreexplotats que ens recordaran a L'home bicentenari o a Chappie.
Molly Su, la mare de Mai, i la seva addicció gairebé malaltissa a la tecnologia, ens faran viatjar cap enrere en el temps perquè tornem a embarcar-nos en l'Axion i repetir el viatge amb WALL-E. La veritat és que aquesta crítica al consum de la tecnologia mai no és sobrant, perquè només cal veure l'addicció generalitzada a la tecnologia que tenim. La pel·lícula també conté influències de films com Big Hero 6 i The Iron Giant. I la plataforma Netflix et recomana altres pel·lícules com The Hollow i Stranger Things, que tenen semblances a Next Gen.

## Públic
Si bé la trama principal de Next Gen de Netflix és predictible per qualsevol que conegui el gènere, però no ho és l'esforç per transmetre els sentiments irascibles de Mai cap a tot el món, especialment cap als robots .
I al fil de la qualificació d'edat, que està qualificada per a majors de 7, si bé gairebé tot el contingut d'aquesta pel·lícula d'animació és més que apte per a nens, ens trobem amb algunes coses que ens xoquen bastant. Per exemple el llenguatge groller de Momo, interpretat per Michael Peña. També xoca la frivolitat amb què es tracta la mort dels humans, més pròpia d'una pel·lícula per a un públic més madur. Això no és una cosa dolenta, però és xocant tenint en compte la qualificació que ha obtingut.

## Còmic
El poder dels còmics sempre ha estat en l'alfabetització gràfica que aporta a les masses. Un gran còmic és capaç d'equilibrar les imatges amb la narració d'històries. El poder encara està en la història, però s'eleva amb imatges perquè sigui més fàcil per al públic. Des Spiderman a Bitch Planet i Princess Jellyfish, els còmics han arribat als comentaris socials amb tant impacte com ens beneficien de les novel·les no gràfiques. Especialment quan es tracta d'intimidació i assetjament.
El que fa tan especial a Next Gen és la forma en què aborda la ira i el dolor d'una manera tan descarada. És part del procés per bregar amb el bullying, i ha de ser cridat tant com el bullying en si mateix.
El còmic de la ràbia s'ha convertit en una adaptació de la narració de còmics, una sèrie de rostres fixos i cruament dibuixats, que han estat àmpliament adaptats per a tot tipus de propòsits. Però ara, pel que sembla, el govern xinès no està millor satisfet amb el que ha trobat. La Llei de Protecció de Herois i Màrtirs recentment aprovada fa que sigui il·legal fer bromes sobre herois o màrtirs revolucionaris comunistes.
La història de la pel·lícula es basa en el còmic online 7723 de Wang Nima. L'autor del còmic en què es basa la pel·lícula és el fundador i editor de Baozou manhua, web líder a la Xina de còmics i tot tipus de contingut d'entreteniment. Encara que gran part d'aquest contingut està disponible només a la Xina, la companyia comparteix una sèrie regular que produeix a Youtube. És gairebé tot el que Wang Nima buscava quan va crear Baozou manhua, la versió xinesa dels còmics de ràbia. Per descomptat, ara és gairebé impossible trobar el 7723 original en les interwebs; la majoria del contingut de Baozou només estava disponible a la Xina i la Xina ha prohibit recentment el lloc web per burlar-se d'un heroi comunista.
El lloc de còmics Baozou ha estat censurat per un vídeo publicat en 2014. Presentava una persona amb una màscara de "ràbia" burlant-se de Dong Cunrui, un jove soldat comunista. que es va immolar per destruir un búnquer del partit nacionalista durant la Guerra Civil Xina.
El protagonista diu, en una paròdia d'un anunci de KFC de l'època, "Dong Cunrui va mirar al búnquer de l'enemic, els seus ulls plens de raigs d'odi. Va dir decididament: 'Comandant, deixeu-me volar el búnquer. Sóc un jove de vuit punts, i aquest és el meu búnquer de vuit punts' ". També va parodiar la poesia del general de l'exèrcit Ye Ting, canviant "Salta! ¡Et dono llibertat!" a "Sortir! Avortament induït sense dolor! ".
Però com a resultat, i després que l'Administració de Ciberespai de la Xina va parlar amb diverses plataformes d'Internet, Weibo va tancar el compte de Baozou entre moltes altres. Com a resultat, el CEO Ren Jian es va disculpar dient "la companyia està molt agraïda amb la supervisió i crítica dels mitjans i els fans, perquè puguem veure clarament la nostra deficiència i millorar en el futur", encara que el seu compte encara no s'ha restaurat. És un cop seriós per a l'editor de còmics digitals, que estan fent el que sigui necessari per a ser novament aprovats.

## Comentaris
Sense grans pretensions, La nova generació es va fent un forat a mesura que avança la història, i es va agafant un afecte especial als protagonistes. Fins i tot en un primer moment, un té ganes de llençar una xancleta a Mai per la seva actitud, però a mesura que avança la seva relació amb 7723, convertim aquest rebuig en comprensió. Com que no han tirat l'elenc famós de torn per a prestar veus als personatges, es pot gaudir dels personatges més que de les veus. Ull, diem elenc famós, no que no siguin coneguts, que a part de Peña tenim, per exemple, el David Cross.